# Microcebus danfossi
Microcebus danfossi  (лат.) — вид мышиных лемуров. Назван в честь датской компании Danfoss, спонсирующие исследования в области приматологии.

## Описание
Длина тела вместе с хвостом составляет около 27 см, вес от 30 до 60 грамм, что делает этих животных одними из самых маленьких приматов. Шерсть на спине коричневато-оранжевая, брюхо кремово-белое, между глаз полоса белой шерсти.

## Распространение
Населяют сухие листопадные леса между реками Суфиа (англ. Sofia River) и Мэварано (англ. Maevarano) на северо-западе Мадагаскара. До описания этого вида мышиные лемуры из этого района включались в состав вида Microcebus ravelobensis.